# Skorpions Varese 2000
Questa voce raccoglie le informazioni riguardanti gli Skorpions Varese nelle competizioni ufficiali della stagione 2000.

## Roster
| Roster degli Skorpions Varese (2000) |
| --- |
| Quarterback - 12 Paolo Zanella - -- A. Dell'Aquila Running Back - 27 Fabio Drigo - 34 Gianluca Orrigoni - -- Enzo Petrillo Wide Receiver Offensive Linemen - 67 Bruno Gobbo OG - 71 Leonardo Galvan OG/P - -- Paolo Scardellato C Defensive Linemen - 70 Antonio Mainolfi - -- Claudio Ortica DL/LB - -- Gianmaria Tarchiani Linebacker - 42 Maurizio Digennaro - 52 Christian Gaiga Defensive Back - 14 Paolo Manfrin - 32 Pierangelo Aimetti - -- Igor Petrillo Special Team |

## Campionato Winter League FIAF 2000

### Regular season
| Bizzarone 8 ottobre 2000, ore week 1 | Skorpions Varese | 26 – 13 | Falcons Milano | C.S. Comunale, via Santa Margherita |

| Milano 22 ottobre 2000, ore week 2 | Frogs Milano | 0 – 14 | Skorpions Varese | Velodromo Maspes-Vigorelli, via Arona 9 |

| Casorate Sempione 5 novembre 2000, ore week 3 | Kings Gallarate | 12 – 20 | Skorpions Varese | C.S. Comunale, via San Giorgio |

| Milano 19 novembre 2000, ore week 4                                 | Falcons Milano | 12 – 0 | Skorpions Varese | Velodromo Maspes-Vigorelli, via Arona 9 |
| \| \| \| \| \| Passioni (TD) 2yd run ? (TD) pass \| Marcatori \| \| |                |        |                  |                                         |
|                                                                     |                |        |                  |                                         |
| Passioni (TD) 2yd run ? (TD) pass                                   | Marcatori      |        |                  |                                         |

| Malnate 26 novembre 2000, ore week 5 | Skorpions Varese | 47 – 6 | Warriors Torino | C.S. Comunale, via Tiziano |

| Malnate 3 dicembre 2000, ore week 6 | Skorpions Varese | 13 – 7 | Frogs Milano | C.S. Comunale, via Tiziano |

| Torino 9 dicembre 2000, ore week 7 | Warriors Torino | 0 – 37 | Skorpions Varese | Campo Cenisia |

| Bizzarone 17 dicembre 2000, ore week 8 | Skorpions Varese | 21 – 26 | Kings Gallarate | C.S. Comunale, via Santa Margherita |

### Playoff
| Varese 14 gennaio 2001, ore Quarti di Finale | Skorpions Varese | 39 – 6 | Falcons Milano | C.S. Vivirolo, via Vivirolo |

| Casorate Sempione 21 gennaio 2001, ore Semifinale | Kings Gallarate | 18 – 7 | Skorpions Varese | C.S. Comunale, via San Giorgio |

## Statistiche di squadra
| Competizione | %Vittorie | In casa | In casa | In casa | In casa | In casa | In casa | In trasferta | In trasferta | In trasferta | In trasferta | In trasferta | In trasferta | Totale | Totale | Totale | Totale | Totale | Totale |
| Competizione | %Vittorie | G       | V       | N       | P       | Pf      | Ps      | G            | V            | N            | P            | Pf           | Ps           | G      | V      | N      | P      | Pf     | Ps     |
| ------------ | --------- | ------- | ------- | ------- | ------- | ------- | ------- | ------------ | ------------ | ------------ | ------------ | ------------ | ------------ | ------ | ------ | ------ | ------ | ------ | ------ |
| Campionato   | .750      | 4       | 3       | 0       | 1       | 107     | 52      | 4            | 3            | 0            | 1            | 71           | 20           | 8      | 6      | 0      | 2      | 178    | 72     |
| Playoff      | .500      | 1       | 1       | 0       | 0       | 39      | 6       | 1            | 0            | 0            | 1            | 7            | 18           | 2      | 1      | 0      | 1      | 46     | 24     |
| Totale       | .938      | 5       | 4       | 0       | 1       | 146     | 58      | 5            | 3            | 0            | 2            | 78           | 38           | 10     | 7      | 0      | 3      | 224    | 96     |